# Elias Wessel
Elias Wessel (* 1978 in Bonn, Bad Godesberg) ist ein deutscher Künstler. Er lebt und arbeitet in New York und Deutschland.

## Ausbildung
Elias Wessel studierte 1999 bis 2000 Kunstgeschichte an der Universität Heidelberg und von 2000 bis 2003 Visuelle Kommunikation an der Fakultät für Kunst und Gestaltung der Hochschule Mannheim. Von 2003 bis 2007 studierte er an der Hochschule für Gestaltung Offenbach am Main Fotografie, Wahrnehmungstheorie und Geschichte der visuellen Kommunikation.

## Werk
Elias Wessel entwickelt fotografische Konzepte und Vorgehensweisen, welche in abstrakte Bilder münden, die zeitgenössische gesellschaftliche Diskurse widerspiegeln. Seine Arbeiten sind sowohl ein Beitrag zu Fragen sozialer und politischer Entwicklung als auch zum historischen Dialog zwischen Fotografie und Malerei.

## Einzelausstellungen
- 2012: Elias Wessel: There Must Be More To Life, Art Directors Club, New York
- 2015: Landscapes, Künstlerbund Speyer
- 2016: Spuren der Wirklichkeit, Goethe-Institut, Frankfurt am Main
- 2016/2017: Sprung in die Zeit – Zum Wesen der Bilder, Raum für Kunst und Gegenwart, Ansbach
- 2017: Elias Wessel: Stuck Together Pieces! 1014, New York
- 2017: Die Geschichte vom Vergessenen, Heinrich-Hoffmann Museum, Frankfurt am Main
- 2017: History of Touches, Generalkonsulat der Bundesrepublik Deutschland New York
- 2018: Elias Wessel: Die Summe meiner Daten – B/W Series, Baustelle Schaustelle, Essen
- 2018: Sprung in die Zeit, No Cube – Raum für Kunst und Medien, Münster
- 2018: In The End, Though, Nothing Is Lost, Deutsches Haus at New York University, New York
- 2018: Werke aus „Die Summe meiner Daten.“ Internationale Photoszene-Festival Köln, Kunstraum Ruttkowski, Köln
- 2018/2019: Elias Wessel: Die Summe meiner Daten – Digitalisierung, Überwachung, Identität, Kunstverein Speyer
- 2020: Elias Wessel: La somme de mes données, Palais Beauharnais, Paris[6]
- 2022;: Elias Wessel – I Don’t Care. I Love my Phone, Kunstsammlung SAP, Walldorf[7]
- 2022: Elias Wessel—It’s Complicated, Is Possibly Art, 1014, New York[8]
- 2023: Elias Wessel: Delirious Images – Fotografien für die nächste Gesellschaft, Kunstsammlung im Willy-Brandt-Haus, Berlin[9]

## Gruppenausstellungen
- 2011: Art from the Heart, Vanderbilt Republic, New York
- 2012: Sagmeister. Another Show About Promotion and Advertising Material, Sejong Museum of Art, Seoul
- 2013: Being Changed – A Group Exhibition of International Contemporary Art, Museum of Contemporary Art, Taipeh
- 2014: IV International Artists in Residence, Ausstellungshalle der Kulturstiftung Kursk, Kursk
- 2015: Freistil – Ein transatlantischer Blick, Kunstverein Speyer
- 2015: Wiesinger, Stünkel, Wessel: Sichtbarkeiten, Museum Heylshof und Museum Andreasstift, Worms
- 2017: Doll Parts, Leslie Lohman Museum, New York
- 2017: Grieger Relaunch, mit Thomas Demand, Andreas Gursky, Axel Hütte, Thomas Ruff, Thomas Struth, Damien Hirst und anderen, NRW Forum Düsseldorf
- 2018: Photo – BauSchau Projekte 2007–2018, Baustelle Schaustelle, Düsseldorf
- 2018: Werke aus der AXA Kunstsammlung, mit Adolf Luther, Günther Uecker, Art Basel, Basel
- 2019: Ich bin ganz von Glas – Marianne Brandt und die gläserne Kunst von heute, Sächsisches Industriemuseum Chemnitz
- 2020–2022: Das Objekt im Fokus, mit Karl Blossfeldt, Alfred Ehrhardt, Walker Evans, Candida Höfer, Günther Selichar, Josef Sudek, Michael Wesely, Edward Weston, Erwin Wurm und anderen, Kunstsammlung Spallart, Salzburg
- 2021: Objects. Stories. Experiences: Extraordinary Things, Assembly Required, Brooklyn, New York
- 2022: zu mir und zu dir, mit Franz Jyrch, Maria Sainz Rueda, Ehemalige Synagoge Walldorf

## Publikationen
- Elias Wessel: There Must Be More To Life [Es muss im Leben mehr als Alles geben]. NBVD, Hamburg 2014, ISBN 978-3-939028-40-6.
- Elias Wessel. Photographische Arbeiten aus den Jahren 2014–2017. Ausstellungskatalog. Phoebe, Speyer/New York 2017, ISBN 978-3-00-057962-2.
- Landscapes – In the end, though, nothing is lost. Ausstellungskatalog. Phoebe, Speyer/New York 2018, ISBN 978-3-00-059460-1.
- EliasWessel. Die Summe meiner Daten – Digitalisierung, Überwachung, Identität. Ausstellungskatalog. Phoebe, Speyer/New York 2018, ISBN 978-3-00-061315-9.
- mit Stephan Berg, Jenny Graser: Elias Wessel: La somme de mes données (= Elias Wessel: Die Summe meiner Daten). Phoebe, Speyer 2020, ISBN 978-3-00-064672-0.
- Textfetzen. It’s Complicated. Texte aus einem a/sozialen Netzwerk 2019–2021. Ist möglicherweise Kunst. Kulturverlag Kadmos, Berlin 2022, ISBN 978-3-86599-527-8.
- Beitrag in: Painting, Photography, and the Digital: Crossing the Borders of the Mediums. Cambridge Scholars Publishing, Newcastle upon Tyne 2022, ISBN 978-1-5275-8917-9.
- Elias Wessel: Ästhetik des Konflikts [Aesthetics of Conflict]. Verlag Kettler, Dortmund 2023, ISBN 978-3-9874104-4-4.[10]

## Sammlungen
- Kunstsammlung AXA, Köln (2015, 2021)[11]
- Kunstsammlung Spallart, Salzburg (2019, 2021)[12][13]
- Kunstsammlung des Deutschen Bundestages, Berlin (2020)[14][15]

## Werke
- Sprung in die Zeit, 2014
- Landscapes, 2014
- Cityscapes, 2014–2015
- Feral, 2015–2016
- Liebst, 2016
- Jejune, 2016
- Hinter den Dingen, 2017
- Die Summe meiner Daten – Off Series, 2017
- Die Summe meiner Daten – B/W Series, 2017
- Die Summe meiner Daten – On Series, 2017
- Die Freude am Rest – Zur Entmaterialisierung der Bilder, 2018
- Images Through an Algorithmic Lens, 2018–2019
- It‘s Complicated, 2019–2021
- Schöne neue Welt, 2019–2020
- Schöne neue Welt – The Moving Images, 2020–2021
- Quick Response, 2021
- Ereignishorizonte, 2021
- Deepfakes – Privacy, 2022